# Alphonse-Louis du Plessis de Richelieu

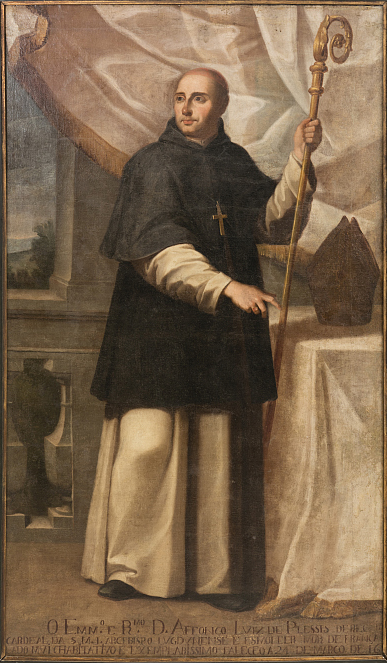
Kartuizerabt en kardinaal-aartsbisschop Richelieu, broer van kardinaal Richelieu.

Alphonse-Louis du Plessis de Richelieu (Parijs, 1582 – Lyon, 24 maart 1653) was een kartuizerabt die in de schaduw leefde van zijn beroemde broer Armand-Jean kardinaal-hertog de Richelieu.
Alphonse-Louis maakte, dankzij zijn broer Armand-Jean, een kerkelijke carrière: aartsbisschop van Aix-en-Provence (1625-1628), aartsbisschop van Lyon (1628-1653) en kardinaal-priester van Santissima Trinità al Monte Pincio aan de Spaanse Trappen in Rome (1629-1653).

## Levensloop

### Abt
Richelieu was de tweede zoon van François IV du Plessis (1548-1590), heer van Richelieu en grootofficier van het Franse hof, en van Suzanne de La Porte. De oudste zoon was Henri (1579-1619); de derde zoon Armand Jean du Plessis de Richelieu, de latere kardinaal-hertog (1585-1642). Daarnaast waren er twee zussen. In 1590 stierf vader Richelieu. De oom van Richelieu aan moederszijde, de gefortuneerde vice-admiraal Amador de La Porte (1566-1644) voedde de vijf kinderen Richelieu op. Van 1594 tot 1601 studeerde Richelieu aan het Collège de Navarre in Parijs, na een aanbeveling van zijn oom. Richelieu doctoreerde aldaar in de theologie. Koning Hendrik IV van Frankrijk bood hem de bisschopszetel van Luçon aan. Deze bisschopszetel werd vaak aan de familie geschonken. Doch Richelieu weigerde het aanbod (1602); zijn jongere broer Armand-Jean nam wel de bisschopstroon van Luçon aan. Datzelfde jaar van de weigering trad Richelieu in bij de kartuizers van de Grande Chartreuse (1602). Hij werd nadien abt van de kartuizers van Bompas. 

### Aartsbisschop en kardinaal
Op aanbeveling van zijn machtige broer Armand-Jean verkoos het kapittel van de kathedraal van Aix-en-Provence Richelieu tot aartsbisschop (1625). Bij de wijding tot aartsbisschop behield Richelieu zijn lidmaatschap van de Orde der Kartuizers. Drie jaar later verhuisde hij naar de aartsbisschoppelijke zetel van Lyon en droeg hij formeel de titel van primaat van Gallië (1628). In deze hoedanigheid verwierf hij vlot de kardinaalshoed met als titelkerk de Santissima Trinità al Monte Pincio in Rome (1629). Dit was traditioneel de titelkerk voor kardinaal-aartsbisschoppen van Lyon. De vlotheid had te maken met de dispensatie die paus Urbanus VIII hem verleende  om te zetelen in het kardinaalscollege; normaliter mocht Richelieu niet zetelen omdat zijn broer Armand-Jean al kardinaal was.
Koning Lodewijk XIII benoemde Richelieu verder tot groot-almoezenier van het koninkrijk Frankrijk. Andere titels waren titulair abt van Abbaye aux Hommes Sint-Stefanus in Caen en de Saint-Victor de Marsella ofwel Abdij van La Chaise-Dieu in Auvergne. Beide abdijen waren van de Orde der Benedictijnen. Hij werd tevens financieel raadsman van de universiteit Sorbonne in Parijs. Koning Lodewijk XIII verleende hem de graad van commandeur in de Orde van de Heilige Geest. Als groot-almoezenier leidde Richelieu de staatsbegrafenis van Lodewijk XIII in 1644.
In Lyon stichtte Richelieu de kloosters van de Annonciatie en van de Bernardinnen. Elk jaar schonk hij prijzen aan verdienstelijke priester-studenten in Lyon. Tijdens de pestuitbraak (1638) organiseerde hijzelf de verzorging in de stad. Kardinaal-aartsbisschop Richelieu stierf in Lyon in 1653. Op zijn vraag werd hij begraven in het Godshuis voor armen, la Charité, in Lyon. Zijn rijkelijke bibliotheek ging naar zijn opvolger Camille de Neufville de Villeroy.

## Chocolade
Van kardinaal Richelieu werd verhaald dat hij het drinken van chocoladedrank invoerde in Frankrijk, alhoewel dit ook van leden van het koninklijk hof in Parijs gezegd werd.
- Bibliothèque nationale de France: cb107450592 (data)
- Gemeinsame Normdatei: 1012656993
- International Standard Name Identifier: 0000 0001 2093 4802
- Nederlandse Thesaurus van Auteursnamen: 136558968
- Istituto Centrale per il Catalogo Unico: TO0V259344
- Système universitaire de documentation: 101830165
- Virtual International Authority File: 172059215
- WorldCat: E39PBJrgFxPqc7RQQhhbM83YT3